# Warodom Khemmonta
Warodom Khemmonta (วโรดม เข็มมณฑา, spesso traslitterato come Varodom Khemmonta), noto anche con lo pseudonimo di Kim (คิม), o anche Kimmon, (Provincia di Samut Prakan, 1º aprile 1990), è un attore televisivo, cantante e disc jockey thailandese, famoso in particolare per l'interpretazione di Ming nella serie televisiva Duen kiao duen - 2Moons: The Series.
È stato un DJ per TalkTalk/Bee Live fino alla sua chiusura nel 2017, per poi passare a FinixTV.
Fa anche parte dei gruppi musicali Buff4 (dal 2016) e SBFIVE (dal 2017).

## Filmografia

### Televisione
- Fah mee ta - serie TV, 1 episodio (2015)
- Love Sick: The Series - Rak wun wai run saep - serie TV, 2 episodi (2015)
- The School - Rong rian puan - Kuan nak rian saep - serie TV, 10 episodi (2015)
- TalkTalk of the Town - serie TV, 1 episodio (2015)
- Part Time: The Series - Wai kla fan - serie TV, 26 episodi (2016)
- Duen kiao duen - 2Moons: The Series - serie TV, 12 episodi (2017-in corso)
- Way Back Home - serie TV (2018)

## Discografia

### Singoli (con i Buff4)
- 2016 - Yes Tay

### Singoli (con gli SBFIVE)
- 2017 - WHENEVER